# Love Don’t Cost a Thing
Love Don’t Cost a Thing (englisch für „Liebe kostet rein gar nichts“) ist ein Lied der US-amerikanischen Sängerin und Schauspielerin Jennifer Lopez, das im November 2000 erschien.

## Entstehung und Veröffentlichung
Geschrieben wurde das Lied gemeinsam von Georgette Franklin, Amille Harris, Greg Lawson, Jeremy Monroe und Damon Sharpe. Für die Produktion zeichneten Anders Bagge und Arnthor Birgisson verantwortlich.
Die Erstveröffentlichung von Love Don’t Cost a Thing erfolgte als Airplay am 20. November 2000. Am 11. Dezember 2000 erschien es erstmals als offizielle Single bei Epic Records. Diese erschien als CD-Maxi-Single mit einem Remix und dem Lied On the 6 Megamix als B-Seiten (Katalognummer: 669814 5). Am 22. Januar 2001 erschien das Lied als Teil von Lopez’ zweiten Studioalbum J.Lo (Katalognummer: 500550 2). Um das Lied zu bewerben erfolgte unter anderem ein Liveauftritt bei den MTV Europe Music Awards am 16. November 2000 in Stockholm, Schweden.

## Musikvideo
Im Musikvideo steigt Jennifer Lopez in eine Limousine und fährt zur Autobahn. In der Limousine entkleidet sich Lopez während der Fahrt. Am Strand macht sie eine Pause, sie spaziert und strippt dabei. Als erstes wirft sie ihre Sonnenbrille weg, dann ihren Pulli und anschließend ihren BH. Dann holt sie aus ihrer Hosentasche eine Postkarte, auf der steht: „Wish you were here“; Lopez ist mittlerweile von Tänzern umgeben (einer der Tänzer ist Lopez’ Ex-Ehemann, Cris Judd). Dann zoomt die Kamera zur Postkarte. Lopez zerreißt dann die Postkarte und wirft sie weg. Sie entledigt sich weiterer Symbole des Luxus bis hin zur Entkleidung am Strand.
Bei den MTV Video Music Awards 2001 wurde das Video in zwei Kategorien nominiert: Best Female Video und Best Dance Video.

## Kommerzieller Erfolg

### Chartplatzierungen
Love Don’t Cost a Thing avancierte zum Nummer-eins-Hit in Finnland, Italien, den Niederlanden, Neuseeland, Spanien und dem Vereinigten Königreich.
| ChartsChartplatzierungen       | Höchstplatzierung | Wochen |
| ------------------------------ | ----------------- | ------ |
| Deutschland (GfK)              | 6 (13 Wo.)        | 13     |
| Österreich (Ö3)                | 11 (12 Wo.)       | 12     |
| Schweiz (IFPI)                 | 2 (25 Wo.)        | 25     |
| Vereinigte Staaten (Billboard) | 3 (21 Wo.)        | 21     |
| Vereinigtes Königreich (OCC)   | 1 (13 Wo.)        | 13     |

| ChartsJahrescharts (2001)      | Platzierung |
| ------------------------------ | ----------- |
| Deutschland (GfK)              | 61          |
| Schweiz (IFPI)                 | 25          |
| Vereinigte Staaten (Billboard) | 26          |

### Auszeichnungen für Musikverkäufe
| Land/Region                  | Auszeichnungen für Musikverkäufe (Land/Region, Auszeichnung, Verkäufe) | Verkäufe |
| ---------------------------- | ---------------------------------------------------------------------- | -------- |
| Australien (ARIA)            | 2× Platin                                                              | 140.000  |
| Belgien (BRMA)               | Gold                                                                   | 25.000   |
| Neuseeland (RMNZ)            | Gold                                                                   | 15.000   |
| Schweiz (IFPI)               | Gold                                                                   | 25.000   |
| Vereinigtes Königreich (BPI) | Gold                                                                   | 400.000  |
| Insgesamt                    | 4× Gold · 2× Platin ·                                                  | 605.000  |

Hauptartikel: Jennifer Lopez/Auszeichnungen für Musikverkäufe

## Coverversionen
Das Lied Latin Girls von The Black Eyed Peas bezieht sich stellenweise auf Love Don’t Cost a Thing.